# Тешемля (посёлок)
Те́шемля — посёлок в Бабаевском районе Вологодской области.
Входит в состав Тороповского сельского поселения, с точки зрения административно-территориального деления — в Тороповский сельсовет.
Расстояние по автодороге до районного центра Бабаево составляет 28 км, до центра муниципального образования деревни Торопово — 2 км. Ближайшие населённые пункты — Вантеево, Лютомля, Смородинка, Старый Завод, Тешемля, Токарево, Тупик.
Население по данным переписи 2002 года — 157 человек (75 мужчин, 82 женщины). Преобладающая национальность — русские (97 %).